# Mistrzostwa Świata w Kolarstwie Przełajowym 1986
37. Mistrzostwa Świata w Kolarstwie Przełajowym 1986 odbyły się w belgijskiej miejscowości Lembeek, w dniach 25 - 26 stycznia 1986 roku. Rozegrano wyścigi mężczyzn w kategoriach zawodowców, amatorów i juniorów.

## Medaliści
| Konkurencja:                 | Złoto:         | Czas      | Srebro:        | Czas     | Brąz:              | Czas     |
| Klasyfikacja mężczyzn        |                |           |                |          |                    |          |
| Zawodowcy (26 stycznia 1986) | Albert Zweifel | 1:16:33 h | Pascal Richard | + 0:38 m | Hennie Stamsnijder | + 1:15 m |
| Amatorzy (25 stycznia 1986)  | Vito Di Tano   | 1:08:30 h | Ivan Messelis  | + 1:19 m | Ludo De Rey        | + 1:36 m |
| Juniorzy (25 stycznia 1986)  | Stuart Marshal | 52:05 m   | Beat Brechbühl | + 0:17 m | Wim de Vos         | + 0:24 m |

## Szczegóły

### Zawodowcy
| Medal | Zawodnik           | Narodowość | Czas      |
| ----- | ------------------ | ---------- | --------- |
|       | Albert Zweifel     | Szwajcaria | 1:16:33 h |
|       | Pascal Richard     | Szwajcaria | + 0:38    |
|       | Hennie Stamsnijder | Holandia   | + 1:15    |
| 4     | Rein Groenendaal   | Holandia   | + 3:16    |
| 5     | Martial Gayant     | Francja    | + 3:44    |
| 6     | Paul De Brauwer    | Belgia     | + 4:10    |
| 7     | Beat Breu          | Szwajcaria | + 4:29    |
| 8     | Frank van Bakel    | Holandia   | + 5:16    |
| 9     | Patrice Thévenard  | Francja    | + 5:26    |
| 10    | Robert Vermeire    | Belgia     | + 5:36    |

### Amatorzy
| Medal | Zawodnik         | Narodowość     | Czas      |
| ----- | ---------------- | -------------- | --------- |
|       | Vito Di Tano     | Włochy         | 1:08:30 m |
|       | Ivan Messelis    | Belgia         | + 1:19    |
|       | Ludo De Rey      | Belgia         | + 1:36    |
| 4     | Hans-Ruedi Büchi | Szwajcaria     | + 2:01    |
| 5     | Damiano Grego    | Włochy         | + 2:12    |
| 6     | Alain Daniel     | Francja        | + 2:26    |
| 7     | Dirk Pauwels     | Belgia         | + 2:26    |
| 8     | Petr Klouček     | Czechosłowacja | + 2:37    |
| 9     | Peter Hric       | Czechosłowacja | + 2:38    |
| 10    | Huub Kools       | Holandia       | + 2:50    |

### Juniorzy
| Medal | Zawodnik       | Narodowość      | Czas    |
| ----- | -------------- | --------------- | ------- |
|       | Stuart Marshal | Wielka Brytania | 52:05 m |
|       | Beat Brechbühl | Szwajcaria      | + 0:17  |
|       | Wim de Vos     | Holandia        | + 0:24  |
| 4     | Rudy Nagengast | Holandia        | + 0:24  |
| 5     | Markus Meier   | Szwajcaria      | + 0:33  |
| 6     | Marc Janssens  | Belgia          | + 0:33  |
| 7     | Kamil Polák    | Czechosłowacja  | + 0:33  |
| 8     | Pavel Camrda   | Czechosłowacja  | + 0:37  |
| 9     | Jens Schwedler | RFN             | + 1:02  |
| 10    | Tomáš Port     | Czechosłowacja  | + 1:14  |

## Tabela medalowa
| Miejsce | Państwo         |   |   |   |   |
| ------- | --------------- | - | - | - | - |
| 1.      | Szwajcaria      | 1 | 2 | 0 | 3 |
| 2.      | Wielka Brytania | 1 | 0 | 0 | 1 |
| 2.      | Włochy          | 1 | 0 | 0 | 1 |
| 4.      | Belgia          | 0 | 1 | 1 | 2 |
| 5.      | Holandia        | 0 | 0 | 2 | 2 |